# National Lacrosse League
La National Lacrosse League (ou NLL) est une ligue professionnelle nord-américaine de crosse en enclos créée en 1986, ayant porté les noms d’Eagle Pro Box Lacrosse League puis de Major Indoor Lacrosse League (MILL). En 1997, la ligue est renommée NLL. La ligue compte actuellement 14 équipes dont 8 aux États-Unis et 6 au Canada, elles sont réparties en deux Divisions (Est et Ouest). Contrairement à d'autres ligues de crosse qui jouent en été, la NLL joue ses matchs en hiver. Chaque année, les équipes qualifiées pour les séries éliminatoires se battent pour la National Lacrosse League Cup (ancienne Champion's Cup).

## Histoire
La NLL été formée en 1997 à partir de la MILL (Major Indoor Lacrosse League). La MILL a été créée en 1986 comme Eagle Pro Box Lacrosse League. La première saison a débuté en janvier 1987 sous l'appellation de Eagle Pro Box Lacrosse League. C'est en mai 1988 que la ligue changea de nom pour devenir la Major Indoor Lacrosse League (MILL), et la National Lacrosse League (NLL) en 1997.

## Équipes (saison 2025)

Logo de 1997 à 2016

| Division | Franchise                  | Ville      | État                 | Stade (capacité)               |
| -------- | -------------------------- | ---------- | -------------------- | ------------------------------ |
| Est      | Bandits de Buffalo         | Buffalo    | New York             | KeyBank Center (19 070)        |
| Est      | Thunderbirds de Halifax    | Halifax    | Nouvelle-Écosse      | Scotiabank Centre (10 595)     |
| Est      | Knighthawks de Rochester   | Rochester  | New York             | Blue Cross Arena (10 664)      |
| Est      | Rock de Toronto            | Toronto    | Ontario              | Scotiabank Arena (18 819)      |
| Est      | Swarm de la Géorgie        | Duluth     | Géorgie              | Infinite Energy Arena (11 355) |
| Est      | FireWolves d'Albany        | Albany     | New York             | MVP Arena (14 236)             |
| Est      | Black Bears d'Ottawa       | Ottawa     | Ontario              | Centre Canadian Tire (18 655)  |
| Ouest    | Roughnecks de Calgary      | Calgary    | Alberta              | Scotiabank Saddledome (19 289) |
| Ouest    | Mammoth du Colorado        | Denver     | Colorado             | Ball Arena (17 809)            |
| Ouest    | Seals de San Diego         | San Diego  | Californie           | Pechanga Arena (12 920)        |
| Ouest    | Rush de la Saskatchewan    | Saskatoon  | Saskatchewan         | SaskTel Centre (15 200)        |
| Ouest    | Warriors de Vancouver      | Vancouver  | Colombie-Britannique | Rogers Arena (18 910)          |
| Ouest    | Panther City Lacrosse Club | Fort Worth | Texas                | Dickies Arena (12 200)         |
| Ouest    | Desert Dogs de Las Vegas   | Paradise   | Nevada               | Michelob Ultra Arena (12 000)  |

| Équipe                                 | Années    |
| -------------------------------------- | --------- |
| Blazers de Boston                      | 1992–1997 |
| Cobras de Charlotte                    | 1996      |
| Turbos de Détroit                      | 1989–1994 |
| Saints de New York                     | 1989–2003 |
| Bulls de Pittsburgh                    | 1990–1993 |
| Wave de Washington                     | 1987–1989 |
| LumberJax de Portland                  | 2005–2009 |
| Titans d'Orlando                       | 2009–2010 |
| Black Wolves de la Nouvelle-Angleterre | 2015-2021 |

| Équipe              | Années    |
| ------------------- | --------- |
| Storm d'Anaheim     | 2002–2005 |
| Ravens de Vancouver | 2001–2004 |

### Transferts de franchise
- Thunder de Baltimore (1987–1999) → CrosseFire de Pittsburgh (2000) → Power de Washington (2001–2002) → Mammoth du Colorado (2002–aujourd'hui)
- Saints du New Jersey (1987–1988) → Saints de New York (1989–2003) → Inactif
- Blazers de la Nouvelle-Angleterre (1989–1991) → Blazers de Boston (1992–1997)
- Ontario Raiders (1998) → Rock de Toronto (1999–présent)
- Smash de Syracuse (1998–2000) → Rebel d'Ottawa (2000–2003) → Inactive → Rush d'Edmonton (2005–2015) → Rush de la Saskatchewan (2016-présent)
- Attack d'Albany (1999–2003) → Stealth de San José (2004–2009) → Stealth du Washington (2010-2013) → Stealth de Vancouver (2014-présent)
- Landsharks de Columbus (2001–2003) → Sting de l'Arizona (2003–2007)
- Express de Montréal (2002) → Inactive → Swarm du Minnesota (2004–2015) → Swarm de la Géorgie (2016-présent)
- Storm du New Jersey (2002–2003) → Storm d'Anaheim (2003–2005) → Inactif
- Titans de New York (2002–2009) → Titans d'Orlando (2009–2010) → Inactif
- Wings de Philadelphie (1986-2014) → Black Wolves de la Nouvelle-Angleterre (2015-2021) → Inactif

## Palmarès

### Saison par saison
| Saison                             | Vainqueur                                             | Score                                                 | Finaliste                                             |
| Eagle Pro Box Lacrosse League      | Eagle Pro Box Lacrosse League                         | Eagle Pro Box Lacrosse League                         | Eagle Pro Box Lacrosse League                         |
| ---------------------------------- | ----------------------------------------------------- | ----------------------------------------------------- | ----------------------------------------------------- |
| 1987                               | Thunder de Baltimore                                  | 11-10                                                 | Wave de Washington                                    |
| 1988                               | Saints du New Jersey                                  | 17-16                                                 | Wave de Washington                                    |
| Major Indoor Lacrosse League       |                                                       |                                                       |                                                       |
| 1989                               | Wings de Philadelphie                                 | 11-10                                                 | Saints de New York                                    |
| 1990                               | Wings de Philadelphie                                 | 17-7                                                  | Blazers de la Nouvelle-Angleterre                     |
| 1991                               | Turbos de Détroit                                     | 14-12                                                 | Thunder de Baltimore                                  |
| 1992                               | Bandits de Buffalo                                    | 17-7                                                  | Wings de Philadelphie                                 |
| 1993                               | Bandits de Buffalo                                    | 13-12                                                 | Wings de Philadelphie                                 |
| 1994                               | Wings de Philadelphie                                 | 26-15                                                 | Bandits de Buffalo                                    |
| 1995                               | Wings de Philadelphie                                 | 15-14                                                 | Knighthawks de Rochester                              |
| 1996                               | Bandits de Buffalo                                    | 13-12                                                 | Wings de Philadelphie                                 |
| 1997                               | Knighthawks de Rochester                              | 15-12                                                 | Bandits de Buffalo                                    |
| National Lacrosse League (NLL Cup) |                                                       |                                                       |                                                       |
| 1998                               | Wings de Philadelphie                                 | 2–0                                                   | Baltimore Thunder                                     |
| 1999                               | Rock de Toronto                                       | 13–10                                                 | Knighthawks de Rochester                              |
| 2000                               | Rock de Toronto                                       | 14–13                                                 | Knighthawks de Rochester                              |
| 2001                               | Wings de Philadelphie                                 | 9–8                                                   | Rock de Toronto                                       |
| 2002                               | Rock de Toronto                                       | 13–12                                                 | Albany Attack                                         |
| 2003                               | Rock de Toronto                                       | 8–6                                                   | Knighthawks de Rochester                              |
| 2004                               | Roughnecks de Calgary                                 | 14–11                                                 | Bandits de Buffalo                                    |
| 2005                               | Rock de Toronto                                       | 19–13                                                 | Sting de l'Arizona                                    |
| 2006                               | Mammoth du Colorado                                   | 16–9                                                  | Bandits de Buffalo                                    |
| 2007                               | Knighthawks de Rochester                              | 13-11                                                 | Sting de l'Arizona                                    |
| 2008                               | Bandits de Buffalo                                    | 14-13                                                 | LumberJax de Portland                                 |
| 2009                               | Roughnecks de Calgary                                 | 12-10                                                 | Titans de New York                                    |
| 2010                               | Stealth du Washington                                 | 15-11                                                 | Rock de Toronto                                       |
| 2011                               | Rock de Toronto                                       | 8-7                                                   | Stealth du Washington                                 |
| 2012                               | Knighthawks de Rochester                              | 9-6                                                   | Rush d'Edmonton                                       |
| 2013                               | Knighthawks de Rochester                              | 11-10                                                 | Stealth du Washington                                 |
| 2014                               | Knighthawks de Rochester                              | 7-10, 16-10, 3-2                                      | Roughnecks de Calgary                                 |
| 2015                               | Rush d'Edmonton                                       | 15-9, 11-10                                           | Rock de Toronto                                       |
| 2016                               | Rush de la Saskatchewan                               | 11-9, 11-10                                           | Bandits de Buffalo                                    |
| 2017                               | Swarm de la Géorgie                                   | 18-14, 15-14                                          | Rush de la Saskatchewan                               |
| 2018                               | Rush de la Saskatchewan                               | 16-9, 8-13, 15-10                                     | Knighthawks de Rochester                              |
| 2019                               | Roughnecks de Calgary                                 | 10-7, 14-13                                           | Bandits de Buffalo                                    |
| 2020                               | Saison suspendue en raison de la pandémie de Covid-19 | Saison suspendue en raison de la pandémie de Covid-19 | Saison suspendue en raison de la pandémie de Covid-19 |
| 2021                               | Saison annulée en raison de la pandémie de Covid-19   | Saison annulée en raison de la pandémie de Covid-19   | Saison annulée en raison de la pandémie de Covid-19   |
| 2022                               | Mammoth du Colorado                                   | 14-15, 11-8, 10-8                                     | Bandits de Buffalo                                    |
| 2023                               | Bandits de Buffalo                                    | 13-12, 10-16, 13-4                                    | Mammoth du Colorado                                   |
| 2024                               | Bandits de Buffalo                                    | 12-8, 15-13                                           | FireWolves d'Albany                                   |

### Bilan
| Équipes                                   | Vainqueur | Finaliste | Championnats remportés             |
| ----------------------------------------- | --------- | --------- | ---------------------------------- |
| Bandits de Buffalo                        | 6         | 7         | 1992, 1993, 1996, 2008, 2023, 2024 |
| Wings de Philadelphie/FireWolves d'Albany | 6         | 4         | 1989, 1990, 1994, 1995, 1998, 2001 |
| Rock de Toronto                           | 6         | 3         | 1999, 2000, 2002, 2003, 2005, 2011 |
| Knighthawks de Rochester                  | 5         | 5         | 1997, 2007, 2012, 2013, 2014       |
| Thunder de Baltimore/Mammoth du Colorado  | 3         | 3         | 1987, 2006, 2022                   |
| Rush d'Edmonton/de la Saskatchewan        | 3         | 2         | 2015, 2016, 2018                   |
| Roughnecks de Calgary                     | 3         | 1         | 2004, 2009, 2019                   |
| Attack d'Albany/Stealth du Washington     | 1         | 3         | 2010                               |
| Saints du New Jersey/de New Jersey        | 1         | 1         | 1988                               |
| Turbos de Détroit                         | 1         | 0         | 1991                               |
| Swarm de la Géorgie                       | 1         | 0         | 2017                               |
| Wave de Washington                        | 0         | 2         | -                                  |
| Sting de l'Arizona                        | 0         | 2         | -                                  |
| Blazers de la Nouvelle-Angleterre         | 0         | 1         | -                                  |
| LumberJax de Portland                     | 0         | 1         | -                                  |
| Titans de New York                        | 0         | 1         | -                                  |

## Infrastructures

### Affluences
Le graphique ci-dessous détaille la moyenne de spectateurs par match de NLL.